# Jaburu
Jaburu, właśc. Henrique de Souza Mattos (ur. 11 września 1939 w Rio de Janeiro) – piłkarz brazylijski, występujący na pozycji napastnika.

## Kariera klubowa
Karierę piłkarską Jaburu rozpoczął w Olarii Rio de Janeiro w 1959. Potem występował m.in. w Fluminense Rio de Janeiro, Clube Atlético Mineiro czy urugwajskim Nacionalu Montevideo.

## Kariera reprezentacyjna
Jaburu występował w olimpijskiej reprezentacji Brazylii. W 1960 roku uczestniczył w eliminacjach do Igrzysk Olimpijskich w Rzymie, na które jednak nie pojechał.